# یووینه لیواده
یووینه لیواده (به صربی: Jovine Livade) یک منطقهٔ مسکونی در صربستان است که در پروکوپلیه واقع شده‌است. یووینه لیواده ۱۱ نفر جمعیت دارد.